# Tetleyus clarki
Tetleyus clarki är en rundmaskart som beskrevs av Dale 1965. Tetleyus clarki ingår i släktet Tetleyus och familjen Thelastomatidae. Inga underarter finns listade i Catalogue of Life.